# Josep González Esplugas
Josep González Esplugas (1906-1997) fue un arquitecto racionalista español, miembro del GATCPAC. 

## Biografía
Estudió en la Escuela Técnica Superior de Arquitectura de Barcelona, donde se tituló en 1931. Ese año se afilió como socio estudiante al GATCPAC (Grupo de Arquitectos y Técnicos Catalanes para el Progreso de la Arquitectura Contemporánea), en el que pasó a socio director en 1933. Este grupo abordó la arquitectura con voluntad renovadora y liberadora del clasicismo novecentista, así como la de introducir en España las nuevas corrientes internacionales derivadas del racionalismo practicado en Europa por arquitectos como Le Corbusier, Ludwig Mies van der Rohe, Walter Gropius y J.J.P. Oud. El GATCPAC defendía la realización de cálculos científicos en la construcción, así como la utilización de nuevos materiales, como las placas de fibrocemento o la uralita, además de materiales más ligeros como el vidrio.
En 1933 elaboró con Manuel Subiño un anteproyecto de sala de actos para el Colegio de Abogados de Barcelona. Al año siguiente realizó con Francesc Perales una reforma del aula de Química General de la Universidad Autónoma de Barcelona. También realizó con Perales los jardines del edificio histórico de la Universidad de Barcelona (1934, plaza de la Universidad), junto al jardinero Artur Rigol. En 1935 elaboró igualmente con Perales un proyecto de instituto de segunda enseñanza en Badalona. En 1936 elaboró un proyecto de escuela graduada en Calaf, así como un proyecto de instituto de segunda enseñanza para Lérida, con Josep Lluís Sert.